# Jang Šang-kchun
Jang Šang-kchun, čínsky pchin-jinem Yáng Shàngkūn, znaky 杨尚昆; 5. července 1907 – 14. září 1998) byl čínský komunistický politik, v letech 1988–1993 prezident Čínské lidové republiky a místopředseda vlivné Ústřední vojenské komise.
Ve 20. letech patřil ke skupině zvané „Osmadvacet bolševiků“, což byli studenti marxismu na čínské univerzitě, kterou v Moskvě založila Kominterna. Patřil tak k ideovým oporám rodící se Komunistické strany Číny. Původně podporoval Čang Kuo-tchaa, jednoho z předních vůdců KS Číny, ale roku 1935, během Dlouhého pochodu, přešel ke skupině Čou En-laje a Mao Ce-tunga.
Po vzniku Čínské lidové republiky roku 1949 zastával řadu významných funkcí, generálního tajemníka Ústřední vojenské komise ÚV KS Číny (1945–1954), vedoucího kanceláře ÚV (1945–1965), kandidáta sekretariátu ÚV. Z nich byl odstraněn během tzv. kulturní revoluce roku 1966.
Až do roku 1978 se o něm veřejně nemluvilo, teprve když moc pevně uchopil Teng Siao-pching, označil Janga za jednoho z „osmi stařešinů“ strany, tedy za jednoho z otců zakladatelů ČLR, jimž patří největší úcta. Neformální vliv byl potvrzen roku 1988 i prezidentskou funkcí, tedy funkcí hlavy státu. (Nejvlivnější osobou v zemi však zůstal Teng Siao-pching, jenž byl v pozici, kterou anglosaská politologie označuje termínem „paramount leader“ (nejvyšší vůdce)). Jang podporoval Tengovy ekonomické reformy, odmítal však politickou liberalizaci. Prezidentem byl jedno funkční období, do roku 1993. Jeho vliv opadl, když na sebe moc soustředil Ťiang Ce-min, vůči němuž byl Jang dlouhodobě v opozici.